# Naturschutzgebiet Bremgetal und Seitentäler

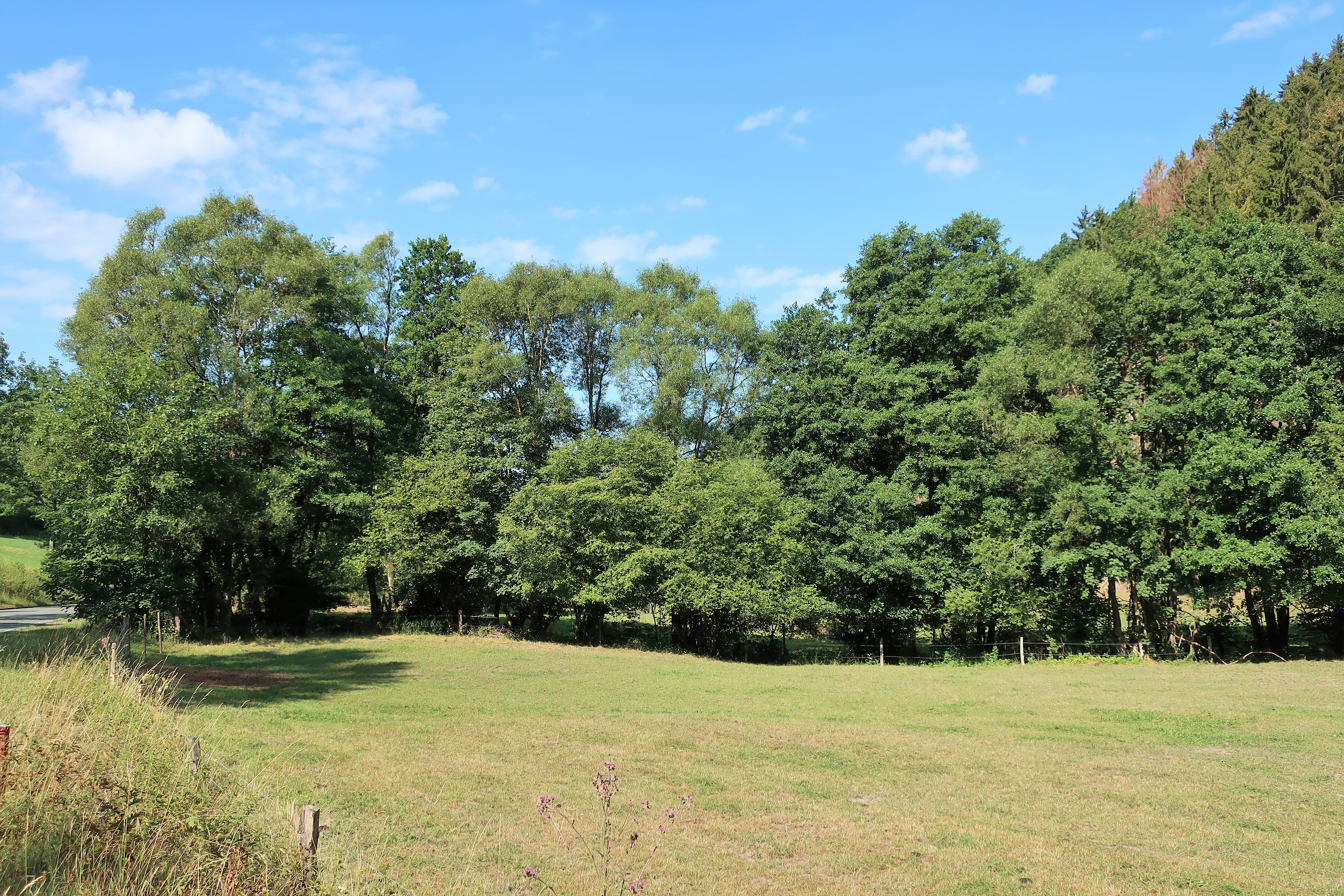
NSG-Bremgetal und Seitentäler

Das Naturschutzgebiet Bremgetal und Seitentäler ist ein 30,98 ha großes Naturschutzgebiet (NSG) östlich von Bremge/Biggesee in dem Stadtgebiet von Attendorn im Kreis Olpe in Nordrhein-Westfalen. Es wurde 2013 vom Kreistag mit dem Landschaftsplan Nr.1 Biggetalsperre - Listertalsperre ausgewiesen. Im Nordosten des NSG grenzt direkt das Naturschutzgebiet Waldenburg an.

## Gebietsbeschreibung
Bei dem NSG handelt es sich um ein Grünlandtal mit naturnahem Bachlauf, artenreichem Feucht- und Magergrünland. Auch ein Niedermoorrest und Felsen befinden sich im NSG. Es kommen die lebensraumtypischen Pflanzenarten wie Sumpf-Veilchen, Schmalblättriges Wollgras, Teufelsabbiss, Hirse-Segge, Torfmoos und Orchideen vor. Das Tal ist Nahrungshabitat des Schwarzstorches.